# Gueorgui Vladimov
Gueorgui Nikolaïevitch Vladimov (en russe : Гео́ргий Никола́евич Влади́мов) est un écrivain dissident soviétique né le 19 février 1931 à Kharkov et mort à Francfort, en Allemagne, le 19 octobre 2003.

## Biographie
Issu d'une famille d'instituteurs ukrainiens, diplômé de la faculté de droit de l'université de Léningrad, il poursuit une carrière de critique littéraire. En 1956, il devient rédacteur de la revue littéraire non-conformiste Novy Mir. Lors du 4e congrès de l'Union des écrivains en 1967, il défend la liberté artistique et demande de débattre de la Lettre d'Alexandre Soljenitsyne sur les droits de l'écrivain.
En 1977, il prend la tête de la section moscovite d'Amnesty International, qui était alors interdite en URSS. Il doit émigrer en Allemagne de l'Ouest en 1983 : il écrit alors dans la revue russophone Facets.
Il reçoit le prix Booker russe pour Le Général et son armée en 1995.
Il meurt à Francfort-sur-le-Main. Rapatrié à Moscou, il est inhumé au cimetière de Peredelkino.

## Œuvre
- Большая руда (1961) Publié en français sous le titre Le Grand Filon, traduit par Andrée Robel, Paris, Gallimard, coll. « Littératures soviétiques », 1963 (BNF 33217949)
- Три минуты молчания (1969) Publié en français sous le titre Trois minutes de silence, traduit par Lily Denis, Paris, Gallimard, coll. « Littératures soviétiques », 1978 (BNF 2-07-029970-8)
- Верный Руслан (1975)[1] Publié en français sous le titre Le Fidèle Rouslan, traduit par François Cornillot, Paris, Seuil, 1978  (ISBN 2-02-004808-6) ; réédition, Paris, Belfond, coll. « Vintage » no 7, 2014  (ISBN 978-2-7144-5664-9) ; réédition, Paris, 10/18 no 4920, 2014  (ISBN 978-2-264-06494-3)
- Не обращайте внимания, маэстро (1983) Publié en français sous le titre Ne faites pas attention, Maestro, traduit par Claude Ligny, Paris, Seuil, 1986  (ISBN 2-02-009223-9)
- Генерал и его армия (1994) - Prix Booker russe en 1995 Publié en français sous le titre Le Général et son armée, traduit par Robert Giraud, La Tour-d'Aigues, Éditions de l'Aube, coll. « Regards », 2008  (ISBN 978-2-7526-0429-3)

## Adaptation cinématographique
- Trois Minutes de silence, film de Boris Khlebnikov sorti en 2023.